# 낭만주의

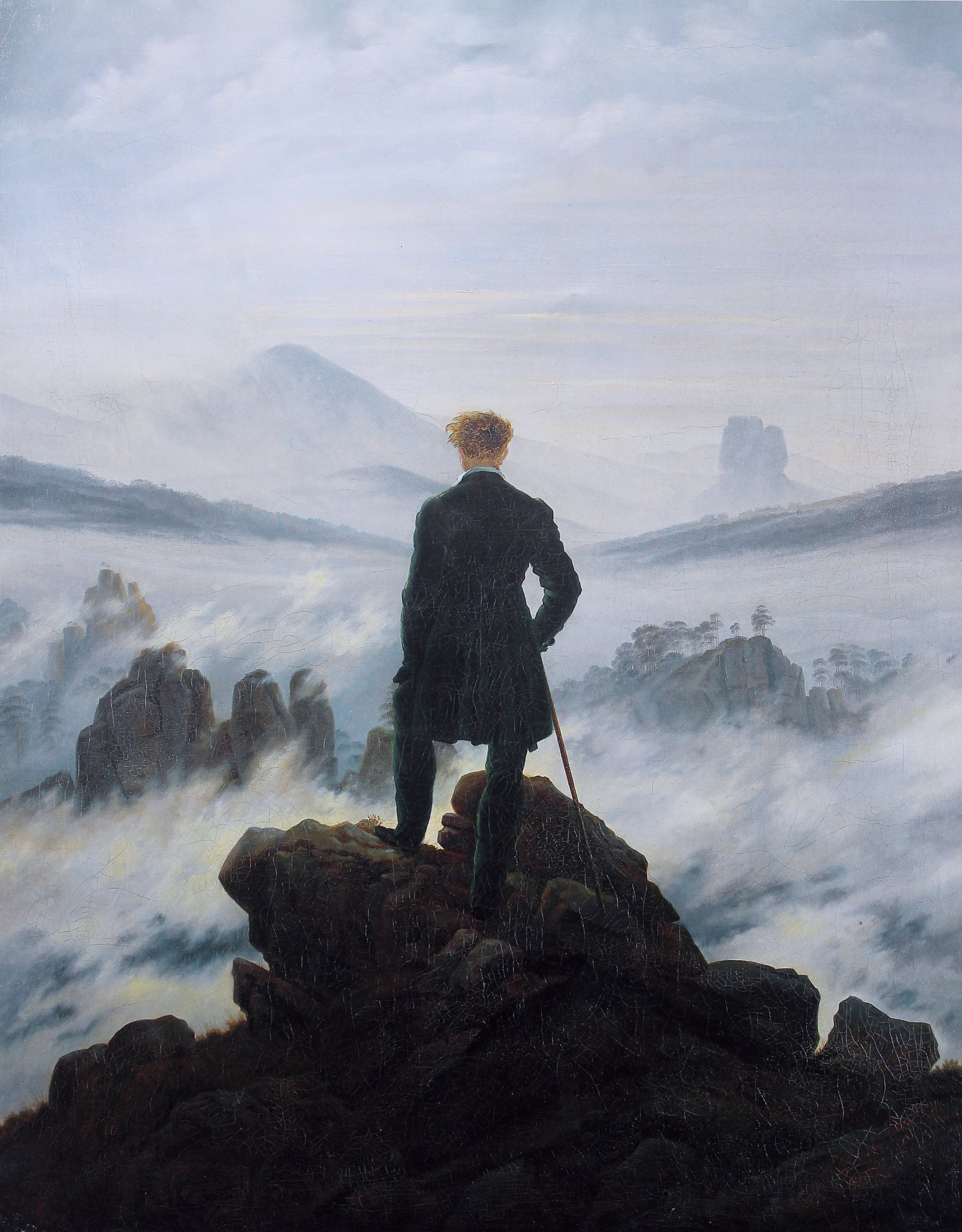
카스파르 다비트 프리드리히, 《안개 바다 위의 방랑자》(1818)

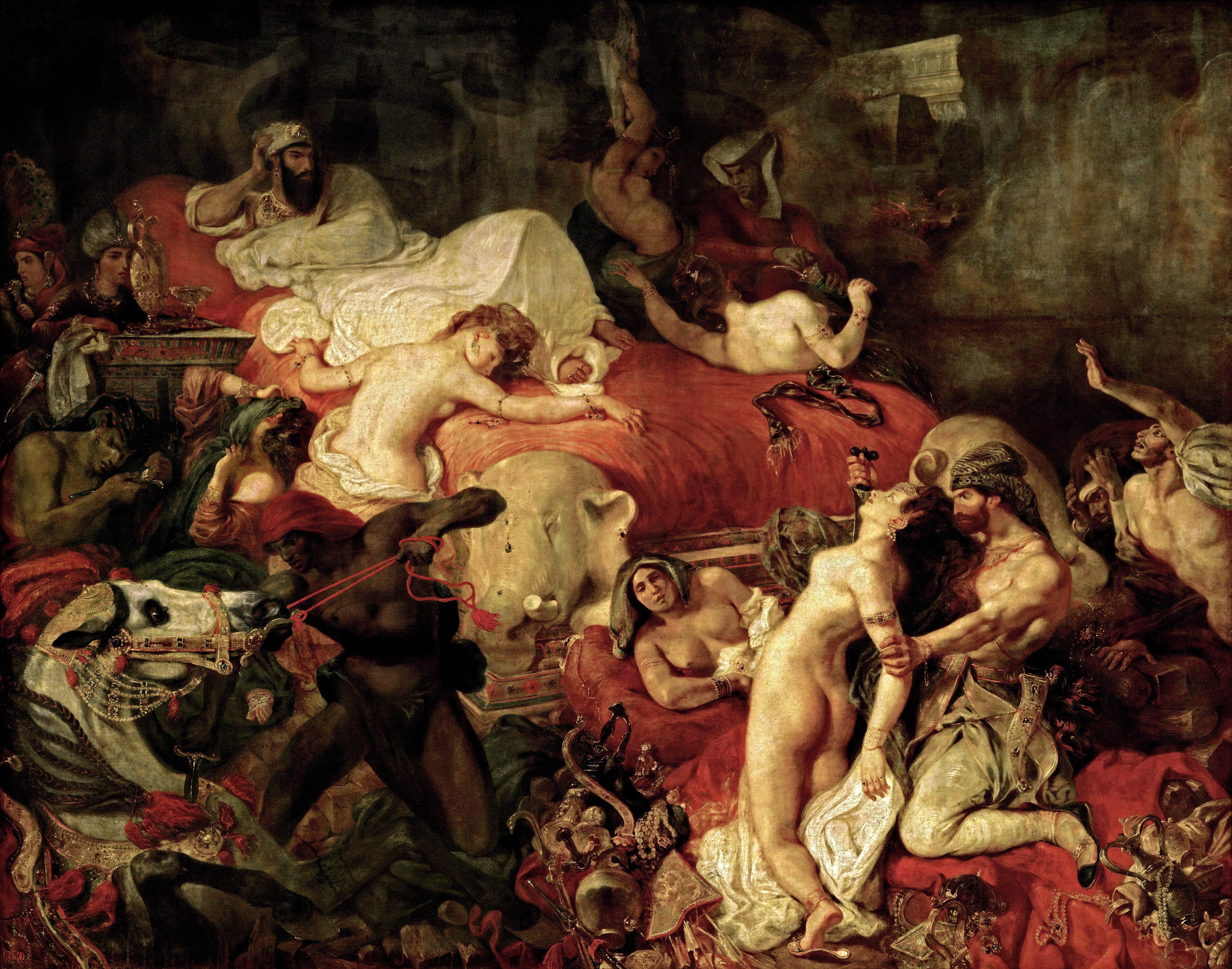
외젠 들라크루아, 《사르다나팔루스의 죽음》(1827)

낭만주의(浪漫主義, 영어: romanticism, 문화어: 랑만주의)는 서유럽에서 발생한 미술적, 문학적, 지적 사조(思潮)이다. 18세기 말부터 시작하여 1800년~1850년 사이에 정점을 찍었다.

## 개요
18~19세기 계몽주의와 신고전주의에 반대하여 나타난 낭만주의는 로맨티시즘(Romanticism)이라는 단어의 기원에서 알 수 있듯이 비현실적인, 지나치게 환상적이라는 어원을 가지고 있으며 이성과 합리, 절대적인 것에 대해 거부한 사조였다. 낭만주의의 첫 주자는 계몽주의 시대에 독일의 루소라고 불리던 헤르더이다. 헤르더는 감정과 감성, 민족역사를 강조하였으며, 그의 저서 '인류 역사의 철학적 고찰'은 후에 헤겔로 이어지는 중요한 역할을 한다. 느낌과 감정을 강조하였으며, 계몽주의자들이 설파했던 이성에 대해 강한 회의를 품었지만, 낭만주의자들은 결코 이성이라는 것을 무시하거나 거부하지는 않았다. 그들은 과거 절대적이고 보편적인 의미로 파악 되었던 이성을 역사적 흐름에 따라 변화하는 것으로 수정하여 고려하였다. 또한 이 낭만주의는 개성을 강조하고, 사회를 과거와 달리 하나의 “유기체”로 보았다. 탄생과 성장, 쇠퇴와 소멸을 겪는 것은 사회의 한 특징이라 말하였으며, 이것은 후에 《문명 형태학》(토인비)을 형성하는 데 큰 영향을 주었다. 현대 자유주의 신학의 아버지라고 불리는 독일의 슐라이에마허에게 큰 영향을 주어서 자신의 신학방법으로 감정(Gefühl, feeling)을 기독교 종교의 본질로 보았다.

## 배경
19세기 중엽에 성립된 로맨티시즘은 산업 혁명으로 인한 사회 변화를 따르기 보다는 과거의 중세 봉건사회나 이국적인 것에서 이상을 찾고자 했다. 그 주요한 동기는 사회의 분열과 이기주의의 만연을 부정하고, 중세에서 절대적인 힘을 갖고 있던 공동체를 다시 일으키고 싶다는 원망(願望)이다. 때로는 중세에서 전인격적(全人格的)인 완성이 가능했었다고 해서 그것을 다시 일으키려고 한다. 후자는 개인을 절대화하는 것에 의해 현실적으로는 니힐리즘으로 발전해 간다. 이에 대해 전자로부터는 사회를 개인보다 우월한 것으로 만드는 이데올로기가 전개되는 것이다. 19세기 중엽에 그것은 사회유기체론으로 나타났다. 이러한 사상은 사회를 절대화하려는 내셔널리즘으로 그 맥락이 이어지게 된다.

## 문학
계몽주의의 최고의 성과가 이성에 의한 비합리적인 정치체제의 타파였는데, 혁명을 통하여 드러난 인간의 파괴적이고 어두운 면을 보고는 절망하지 않을 수 없었다. 그들은 주변이 어지럽게 변하는 데 당혹하였으며, 모든 원리가 붕괴되는 것을 보고 일체에 대한 불신감을 갖지 않을 수 없었다. 이러한 정신의 폐허 위에 자신의 심성(心性)에 맞는 문화를 이룩하려고 한 것이 낭만주의 정신의 본질이며, 그 결과 자아에 대한 확인과 그 내부에로의 침잠(沈潛)이 시작되었다. 내면에야말로 진실이 있다고 주장하고 1798년 독일의 예나에서는 A.W.슐레겔과 W.슐레겔 형제가 《아테네움：Athenäum》지를 창간하였으며, 영국에서는 워즈워스와 콜리지가 자연의 관조(觀照) 중에 상상력에 의한 우주와의 영적 합일감을 노래한 《서정민요집》을 간행함으로써 각기 자국 낭만주의의 효시(嚆矢)를 이루었다.

### 한국
한국에서는 1920년대에 낭만주의가 대두하였다. 동인지 《백조(白鳥)》를 중심으로 홍사용, 박종화, 이상화 등이 중심이 되어 전통적 도덕과 인습에 반발하면서 개인의 가능성과 창조적 가능성에 관심을 기울였다. 그러나 이들의 추구는 낭만적 정열이기보다는 낭만적 허무에 빠졌으며, 이 때문에 프롤레타리아문학에 주도권을 넘겨주고 말았다.

### 영국
영국의 낭만주의는 1798년 유럽의 계몽주의 원리에 강한 영향을 받아 워즈워스, 콜리지가 공동으로 출간한 《서정가요집》(Lyrical Ballards)을 효시로, 사우지 등이 이끌었다. 워즈워스와 콜리지 등은 프랑스 혁명 이후 보수화되었지만, 나폴레옹 전쟁 이후 바이런, 셸리, 키츠 등은 반발하여 영국을 떠나 스위스, 이탈리아 등으로 이동하여 이상주의를 지키려 하였다. 또한 바이런은 그리스 독립 전쟁에 종군했다. 이들은 산업 혁명과 중상주의에 대한 반동으로 산업 혁명의 침투와 때를 같이하여 활동을 펼쳤지만, 곧 산업 혁명의 실용적인 사상에 휩쓸리게 되었다. 바이런이 사망한 1820년 이후 영국의 낭만주의는 급속하게 후퇴하였다.

### 일본
계몽주의에 이어 인간의 자아(自我)를 강조하고 주관적·이상적·심정(心情)적이어야 한다는 사조(思潮)가 생겨났다. 인간성의 해방, 사상·감정의 자유를 찾아서 현실 자체보다도 관념이나 이상·감정을 중시하고 비합리적·신비적 경향도 함께 갖는 사조는 일본에서는 메이지 20년(1887년)대에야 뚜렷한 모습을 나타내게 되었다.
1888년 독일에서 돌아온 모리 오가이(森鷗外)가 낭만적 단편을 발표하여 초기 낭만주의의 맹아(萌芽)를 틔웠다. 낭만주의가 사조로서의 모습을 갖게 된 것은 1893년부터 시작되는 <분가쿠카이(文學界)> 동인의 활동 이후로 보는데 이 '분가쿠카이'파를 초기 낭만주의, 메이지 30년(1897)대에 들어와 <묘죠(明星)>에 의한 요사노 뎃칸(與謝野鐵幹, 1873-1935)과 아키코(晶子, 1878-1902) 등의 활동, 다카야마 조규(高山樗牛, 1871-1902)의 평론 등을 중기 낭만주의, 다시 메이지 40년(1907)대에 들어와서 나가이 가후(永井荷風), 다니자키 준이치로(谷崎潤一郞) 등의 경향을 후기 낭만주의로 보는 것이 정설이다.

## 미술
상을 뿌리쳐 감정을 자유롭게 토론하고, 그 내용이나 색채에 훨씬 정열을 의식케 하는 표현을 찾아 나아가고 있다. 신고전주의는 고대갖기보다도 개인을 해방하여 개개인의 감수성에서 새로운 창조를 추구하고 있다. 신고전주의는 무궤도(無軌道)를 극도로 금지했으나, 낭만주의는 이성에 치우친 냉정함이 본래의 감동이나 정열을 없앨까 싶어 염려하고 있다. 이미 그것은 제1보로서, 프뤼동의 우아하고 고상한 작품도 로맨틱한 꿈을 생각하게 되지만, 그러나 확연한 기운을 보인 것은 그로의 정열적인 제작이었다. 그로는 루벤스의 정열적인 색채에 심취하고 있으나, 한편에서는 스승 다비드의 엄중한 교의(敎義)를 존중하면서도 그 분방한 천성은 유감없이 작품에 나타나서, 특히 전쟁화에는 초연(哨煙)의 냄새와 더불어 사람을 뒤흔들 것 같은 감동이 움직이고 있다. 그로는 그 색채에서도 약동이야말로 작품의 생명임을 증명하고 있는데, 그로에 이어서 제리코가 나오고, 다시 들라크루아가 나타나서 낭만주의는 크나큰 비약을 하게 되었다.

## 하위 사조

### 낭만주의 시대
과거 프랑스 혁명의 과격하고 잔인한 모습에 영향을 받아 생겨난 사조이며 대표적인 인물로 버크를 들 수 있다. 버크는 1790년 그의 저서 《프랑스 혁명에 대한 고찰》(Reflections on the Revolution in France)에서 다음과 같이 프랑스 혁명에 대해 비판을 하였다.
| “ | 국가 체제와 질서는 정부와 인민 사이 조정을 통해 만들어진 것이지, 함부로 부수거나 없애는 것은 아니다. | ” |

이 낭만적 보수주의의 입장은 전통적으로 유지된 체제의 장점과 효율성을 존중한 것이었다. 그러나 어떤 논리적인 이론의 배경없이 변화를 무조건적으로 거부한 것은 아니었다. 다만 인간 이성에 대한 회의에 기초하여, 과격한 혁명이 아닌 점진적 개혁을 옹호했다.

## 같이 보기
- 낭만주의 음악
- 낭만주의 연극
- 독일 낭만주의